# Lagos de Moreno
Lagos de Moreno est une ville et sa municipalité environnante dans l'État de Jalisco au Mexique. Elle est située à une altitude de 1 942 mètres à l'extrémité nord-est de l'État. Elle en est la 7e ville.

## Histoire
Lagos de Moreno est appelée par les mexicains l'"Athènes de Jalisco" à cause du grand nombre de poètes et écrivains qui y sont nés.
On y trouve d'importantes industries agro-alimentaires (produits laitiers; huiles végétales; viande), fabriques de chaussures et de machines agricoles.
La ville fut d'abord appelée “Villa de Santa Maria de los Lagos” au XVIe siècle, elle a été renommée en mémoire du général insurgent Pedro Moreno (1775-1817), qui mena la lutte pour l'indépendance.

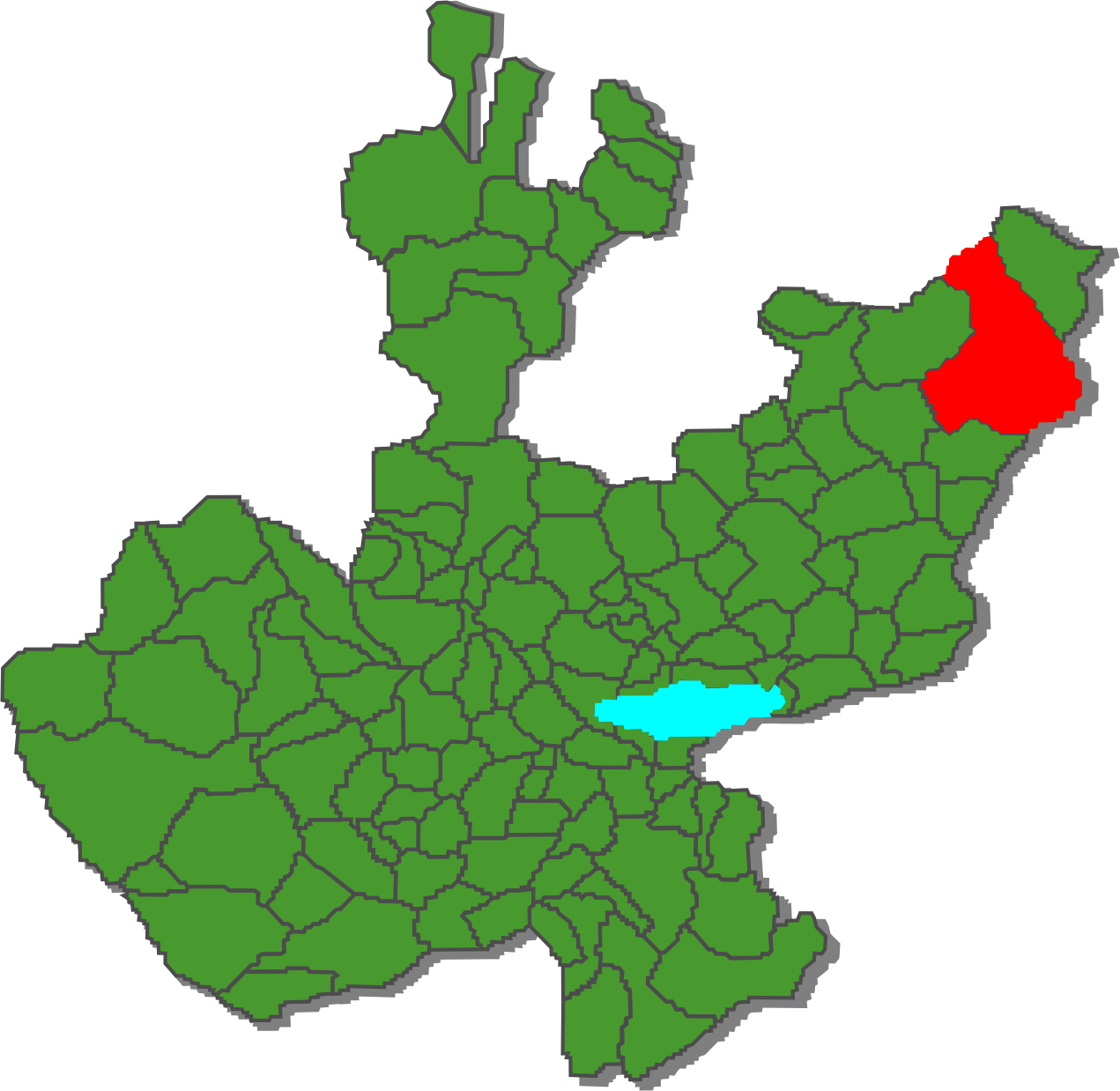
Localisation de la municipalité dans l'État de Jalisco

## Personnalités liées à la ville
- Emilio González Márquez (1960-), homme politique mexicain.
- Antonio de la Torre (1951-2021), footballeur mexicain.